# 朱鸿 (清朝)
朱鸿（？—？），字云陆，秀水人，清朝數學家。
嘉庆七年进士。翰林院庶吉士，散馆授编修。擢御史，历给事中，出官督理湖南粮储道。道光十年辞官仍居京城，著有《考工记车制参解》。

## 延伸阅读
[在维基数据编辑]
 《清史稿·卷506》，出自趙爾巽《清史稿》